# Сера д'Оливо (Козенца)
Сера д'Оливо је насеље у Италији у округу Козенца, региону Калабрија.
Према процени из 2011. у насељу је живело 46 становника. Насеље се налази на надморској висини од 390 м.